# Bernhard Schmaltz
Bernhard Schmaltz (* 24. April 1941 in Nürnberg) ist ein deutscher Klassischer Archäologe.

## Leben
Nach dem Besuch des Gymnasiums Christian-Ernestinum in Bayreuth bis zum Abitur 1960 studierte Bernhard Schmaltz Klassischen Archäologie und Altphilologie an den Universitäten in Marburg, Heidelberg, Freiburg und Saarbrücken, wo er am 16. Juni 1967 mit der Dissertation Untersuchungen zu den attischen Marmorlekythen promoviert wurde. Danach vertrat er die Stelle eines wissenschaftlichen Angestellten an der Universität Saarbrücken, bevor er 1968–1969 das Reisestipendium des Deutschen Archäologischen Instituts erhielt. Danach forschte er mit einem Stipendium der DFG, bevor er von 1972 bis 1977 Referent am Deutschen Archäologischen Institut in Athen war. Die Habilitation erfolgte am 22. Juni 1977 an der Universität Marburg mit der Habilitationsschrift Metallfiguren aus dem Kabirenheiligtum bei Theben. Die Statuetten aus Bronze und Blei. Vom Wintersemester 1977/78 bis Sommersemester 1978 vertrat er den Lehrstuhl in Marburg, bevor er 1979 in Marburg zum Professor (C 3) ernannt wurde. Seit 1990 war er ordentlicher Professor (C 4) für Klassische Archäologie an der Universität Kiel und zugleich Direktor der Antikensammlung. Ende September 2006 wurde er emeritiert. Sein Nachfolger als Professor wurde Frank Rumscheid.

## Schriften
- Untersuchungen zu den attischen Marmorlekythen. Mann, Berlin 1970, ISBN 3-7861-2156-7.
- Terrakotten aus dem Kabirenheiligtum bei Theben. Menschenähnliche Figuren, menschliche Figuren und Gerät (= Das Kabirenheiligtum bei Theben, Bd. 5). de Gruyter, Berlin 1974, ISBN 3-11-004473-0.
- Metallfiguren aus dem Kabirenheiligtum bei Theben. Die Statuetten aus Bronze und Blei (= Das Kabirenheiligtum bei Theben, Bd. 6). de Gruyter, Berlin 1980, ISBN 3-11-005757-3.
- Griechische Grabreliefs. Wissenschaftliche Buchgesellschaft, 2., unveränd. Aufl., Darmstadt 1993, ISBN 3-534-08562-0.
- (Hrsg.): Ideai. Konturen des griechischen Menschenbildes [Zum 150-jährigen Bestehen der Kieler Antikensammlung]. [18. Januar - 4. April 1994]. Kunsthalle zu Kiel / Antikensammlung 1994.
- (Hrsg.): Exempla. Leitbilder zur antiken Kunst. Kunsthalle zu Kiel / Antikensammlung 1996.
- mit Magdalene Söldner (Hrsg.): Griechische Keramik im kulturellen Kontext. Akten des Internationalen Vasen-Symposions in Kiel vom 24.–28.9.2001. Scriptorium, Münster 2003, ISBN 3-932610-23-7.
- (Hrsg.): Natura lapidum. Steinskulpturen der Antike; [Brigitte Freyer-Schauenburg zum 65. Geburtstag gewidmet]. Kunsthalle zu Kiel / Antikensammlung 2003.
- Attisch-schwarzfigurische und attisch-rotfigurige Importe von der Palästra-Terrasse in Kaunos (= Asia-Minor-Studien, Bd. 68). Habelt, Bonn 2012, ISBN 978-3-7749-3740-6.
- Die hellenistischen Amphorenstempel von Kaunos (= Asia-Minor-Studien, Bd. 79). Habelt, Bonn 2016, ISBN 978-3-7749-3962-2.